# Lapithes (Sohn des Apollon)
Lapithes (altgriechisch Λαπίθης Lapíthēs) ist in der griechischen Mythologie ein Sohn des Apollon und der Stilbe. Er ist der mythische Stammvater der Lapithen und Gründer der Stadt Lapithe in der griechischen Region Thessalien.
Nach Hesychios von Alexandria ist sein Vater Ares, nach Stephanos von Byzanz ist er der Sohn des Periphas, bei Diodor auch Sohn des Aiolos, weshalb er mit Lapithes, dem Sohn des Aiolos, vermutlich zu identifizieren ist.
Er zeugte mit Orsinome, der Tochter des Eurynomos, den Phorbas und den Periphas, der von Stephanos von Byzanz als sein Vater genannt wird. Er erscheint auch als Vater des Triopas und des Lesbos.